# Torbjørn
Torbjørn (eller Thorbjørn) er et nordisk drengenavn sammensat af gudenavnet Thor og «bjørn». 
Torben er en dansk-tysk variant af det nordiske Torbjørn. 
Þorbiǫrn var den norrøne form af navnet, mens Thorbiorn var den gammeldanske og gammelsvenske form.
| Fornavne | Spire Denne artikel om et fornavn er en spire som bør udbygges. Du er velkommen til at hjælpe Wikipedia ved at udvide den. |